# Jens Steffensen
Jens Peder Steffensen (født 13. juli 1881 i Halsted, død 30. oktober 1962 i København) var en dansk slagter og fabrikant.
Han blev udlært som slagter i 1903 og flyttede til København, hvor han blev ansat hos en kongelig hofleverandør. Steffensen bestemte sig for at blive selvstændig og åbnede i 1910 en pølsefabrik på Amager. Da det gik godt, købte han en leverpostejsfabrik i 1916 og blev grosserer.
Produktionen blev flyttet ind i Den Hvide Kødby ved åbningen i 1934, samtidig med grosserer Søren Houlberg også flyttede sin produktion hertil. J. Steffensens fabrikker blev Leverandør til Det Kongelige Danske Hof i 1956.
Fabrikken blev overtaget af De Samvirkende Danske Andelsslagterier og Privatslagteriernes Organisation i 1966; som også havde overtage S. Houlberg A/S syv år tidligere.
Forenede Sjællandske Andelsslagterier (FSA) opkøbte firmaet, og firmaet skiftede i 1986 navn til Steff-Houlberg. I 2002 blev Steff-Houlberg overtaget af Danish Crown. Navnet er bibeholdt som varemærke for koncernens pølser. De produceres i dag af Tulip.
Han er begravet på Taarbæk Kirkegård.